# هيو فيشر (كاياكير)
هيو فيشر (بالإنجليزية: Hugh Fisher)‏ (و. 1955  م) هو كاياكير من كندا، ونيوزيلندا، ولد في هاملتون، شارك في الألعاب الأولمبية الصيفية 1988، والألعاب الأولمبية الصيفية 1984، والألعاب الأولمبية الصيفية 1976.

## جوائز
حصل على جوائز منها:
- نيشان كندا من رتبة عضو.

## روابط خارجية
- هيو فيشر على موقع أوليمبيديا (الإنجليزية)
- هيو فيشر على موقع قاعة كندا للمشاهير الرياضية (الإنجليزية)